# Fetzenfasching

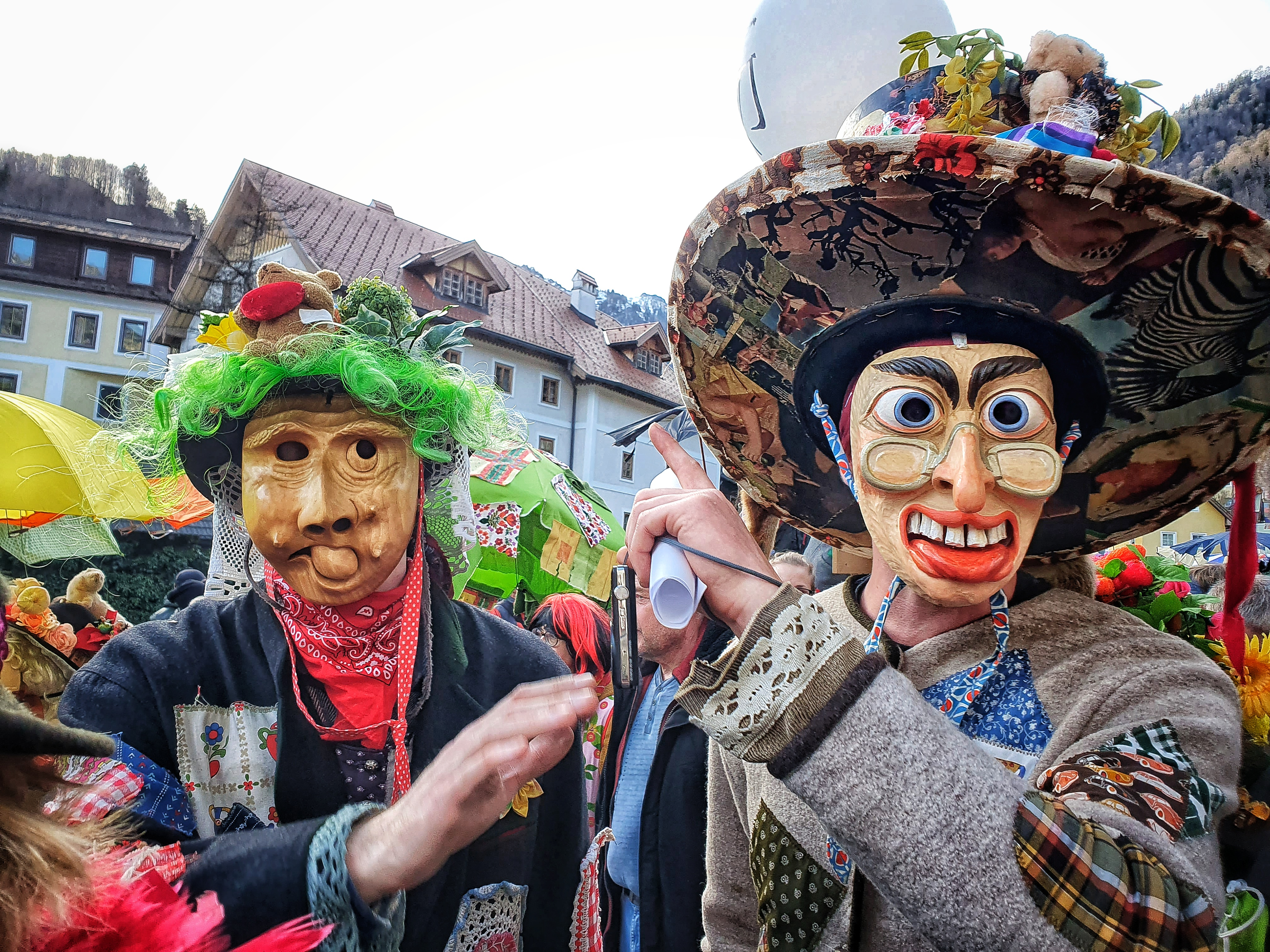
Fetzenumzug 2023

Der Fetzenfasching ist eine Sonderform des Karnevalsumzugs, der insbesondere in der österreichischen Gemeinde Ebensee – am Rosenmontag – jährlich gefeiert wird. Die großteils einheimischen Teilnehmer tragen dabei ein spezielles Kostüm, den so genannten „Fetzn“, welches aus vielen bunten Stoffresten – oft in der Form vieler fellartig abstehenden Stoffstreifen – hergestellt ist, sowie eine oft aus Holz geschnitzte Maske, vulgo „Loafn“ (Larve). Beispiele der Kostüme sind im museum.ebensee ausgestellt.
Die Teilnehmer treffen sich bei einem Gasthaus im Ortsteil Kohlstatt, ziehen dann als lockerer Zug durch den Ort zum Rathaus. Beim „Austadeln“ werden unter dem Schutz der Maske Menschen im Publikum kritisiert. Anschließend trifft man sich in den Gasthäusern und auch in der Turnhalle. Um Mitternacht werden dem Brauch gemäß die Masken abgenommen. Die Fetzen, Masken und Hüte werden von den Familien gestaltet, gepflegt und aufbewahrt. Sie basieren zumeist auf Frauenkleidern und wurden ursprünglich nur von Männern getragen.
Den Fetzenumzug gibt es nach den Fotografen Karin & Wolfgang Mayerhoffer seit etwa 120 Jahren. Die Ursprünge sind nicht genau geklärt. Ein Brauch der „Pfannhauser“, der Salinenarbeiter wird als Vorgänger vermutet. 2011 wurde der Ebenseer Fetzenzug als Immaterielles Weltkulturerbe anerkannt.
Beim Ebenseer Fasching wird ein Vogelhäuserl mitgeführt als Querbezug zur Tradition des Fangs von Singvögeln im Salzkammergut.
Am Rosenmontag 15. Februar 2021 war der Umzug wegen des gelockerten Lockdowns im Zuge der Covid-19-Pandemie seitens des sonst veranstaltenden Vereins abgesagt. Dennoch zogen etwa 200 Personen durch den Ort, thematisierten und lebten das Abstandhalten und Schutzmasken-Tragen. Erst ab 20.00 Uhr, dem Beginn des Ausgangsverbots, einer bundesweit verordnete Maßnahme zur Bekämpfung der Pandemie, beanstandete die Polizei 40 Personen.